# Юкка-Валли
Юкка-Валли (англ. Yucca Valley) — город в округе Сан-Бернардино в штате Калифорния в Соединённых Штатах Америки.
Согласно данным переписи населения США 2020 года число жителей города 
составляло 21 738 человек, что, для такого небольшого населённого пункта, существенно больше (+ 5.0%), чем было во время предыдущей переписи проводившейся в 2010 году (20 700 человек).

## История
Археологические находки показывают, что в доколумбову эпоху этот район заселяли коренные американцы из различных племён, которые затем были вытеснены европейскими колонистами.

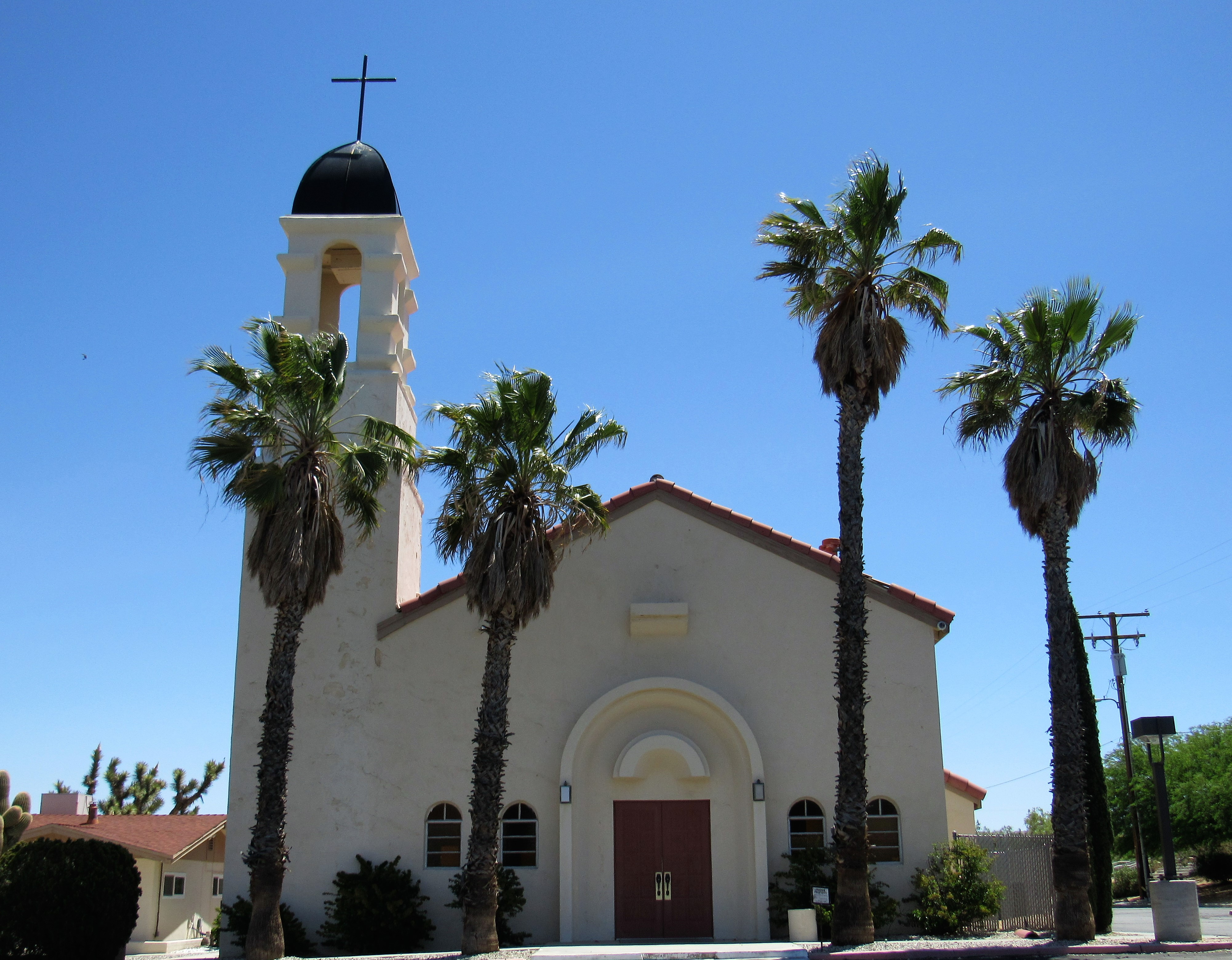
Церковь Святой Марии

Норман Дж. Эссиг (англ. Norman J. Essig) сыграл ключевую роль в конце 1950-х годов в работе по превращению Юкка-Валли в место, где знаменитости из мира шоу-бизнеса могли бы приезжать и жить в относительном уединении. Он лично приобрел сотни акров земли, владел и управлял небольшим сообществом. Он помог проложить основные дороги, которые проходят через город от шоссе 62. Он был другом композитора Джимми Ван Хьюзена, которому  предоставил первоклассную недвижимость в Юкка-Валли для строительства дома; этот дом до сих пор можно увидеть на вершине самого высокого холма в центре города.
В 1971 году сообщество было включено в реестр штата и Юкка-Валли официально получил статус города.
11 июля 2006 года лесной пожар, начавшийся из-за молнии, пронесся по соседнему Пионертауну. Пламя также охватило близлежащую долину Моронго и подошло к городу уничтожив около 64 000 акров (26 000 га) местного ландшафта.

## География
Долина Юкка находится в центре бассейна Моронго на высоте 3300 футов. Город Юкка-Валли расположен в пустыне Мохаве на высоте около 3300 футов (1000 метров) над уровнем моря. На юге он граничит с национальным парком Джошуа-Три, а на западе — с горами Сан-Бернардино.
Долина Юкка имеет высокий уровень сейсмической активности из-за линий разломов пересекающих бассейн Моронго.
Согласно данным представленным Бюро переписи населения США, общая площадь города составляет 40 квадратных миль (104 км2) и всю эту территорию занимает суша.

## Климат
Согласно системе классификации климатов Кёппена, в долине Юкка преимущественно холодный пустынный климат, на климатических картах сокращённо обозначаемый аббревиатурой «BWk».